# Acontia hyperlophia
Acontia hyperlophia là một loài bướm đêm trong họ Noctuidae.